# Почетни граждани на Кюстендил
Със званието почетен гражданин на Кюстендил са удостоени:
1. Илиодор Горонович (5 януари 1856 – 26 януари 1919) – окръжен военен началник и управител на Кюстендилски окръг след Освобождението (1881). Удостоен със званието през 1881 г.
2. Марин Дринов (10 октомври 1838 – 28 февруари 1906) – историк, общественик и държавен деец, член на Българското книжовно дружество. Удостоен със званието през 1901 г.
3. Никола Жеков (1864 – 1949), български генерал, министър на войната на България (1915), главнокомандващ на действащата армия през Първата световна война (1915 – 1918). Удостоен със званието на 16 май 1917 година.
4. Алексо Бъчваров (1854 – 11 май 1933) – опълченец от Кюстендил. Удостоен със званието през 1928 г.
5. Атанас Христов (1850 – 17 юли 1939) – опълченец от с. Раненци, Кюстендилско. Удостоен със званието през 1928 г.
6. Атанас Големинов (1852 – 13 февруари 1935) – опълченец от с. Жиленци, Кюстендилско. Удостоен със званието през 1928 г.
7. Васил Стоянов (1859 – 25 февруари 1931) – опълченец от Кюстендил. Удостоен със званието през 1928 г.
8. Гаврил Попсимеонов (ок. 1850 – неизв.) – опълченец от с. Вирче, Царевоселско. Удостоен със званието през 1928 г.
9. Димитър Цветков (Димитър Ц. Николов) (1847 – 18 май 1935) – опълченец от с. Лозно, Кюстендилско. Удостоен със званието през 1928 г.
10. Константин Чесновски (1842 – 4 януари 1934) – опълченец от с. Таваличево, Кюстендилско. Удостоен със званието през 1928 г.
11. Николай Савойски (1 декември 1854 – 10 октомври 1930) – генерал-лейтенант от Руската армия. Участник в освобождението на Кюстендил и пръв комендант на града. Удостоен със званието през 1928 г.
12. Владимир Димитров - Майстора (1 февруари 1882 – 29 септември 1960) – художник. Удостоен със званието през 1944 г.
13. Йордан Иванов (6 януари 1872 – 29 юли 1947) – учен, литературен историк, археолог, етнограф и фолклорист, академик. Удостоен със званието през 1944 г.
14. Никола Въжаров – (14 юли 1877 – 16 юли 1964) учител, журналист, обществен деец. Удостоен със званието през 1948 г.
15. Никола Атанасов (25 октомври 1886 – 30 септември 1961) – композитор и педагог, професор. Удостоен със званието през 1963 г.
16. 	Стоян Венев (21 септември 1904 – 20 март 1989) – художник. Удостоен със званието през 1965 г.
17. 	Юрий Гагарин (9 март 1934 – 27 март 1968) – летец космонавт. Удостоен със званието през 1966 г.
18. 	Крум Григоров (27 юни 1909 – 11 юни 1987) – писател. Удостоен със званието през 1969 г.
19. 	Асен Василиев (Асен В. Петров) (2 юни 1900 – 21 юни 1981) – художник. Удостоен със званието през 1970 г.
20. 	Иванка Христова (19 ноември 1941) – лекоатлетка. Удостоена със званието през 1972 г.
21. 	Недялка Ангелова (26 юни 1949) – лекоатлетка. Удостоена със званието през 1972 г.
22. 	Щерю Щерев (8 януари 1923 – 16 юни 2011) – военен деец, генерал-майор от ВВС. Удостоен със званието през 1975 г.
23. 	Владимир Заимов (6 декември 1888 – 1 юни 1942) – военен деец, генерал-полковник. Удостоен със званието през 1978 г.
24. 	Ильо войвода (И. А. Марков, И. М. Карагеоргиев) (1817 – 17 април 1898) – български хайдутин – войвода. Удостоен със званието през 1978 г.
25. 	Румена войвода (Румена Георгиева Павлова) (ок. 1829 – 1861). Удостоена със званието през 1978 г.
26. 	Георги Иванов (2 юли 1940) – първият български космонавт, полковник инженер. Удостоен със званието през 1979 г.
27. 	Павел Попович (5 октомври 1930 – 29 септември 2009) – руски летец космонавт. Удостоен със званието през 1979 г.
28. 	Антоанета Георгиева Киселичка (30 септември 1958) – спортист, състезател по спортна акробатика. Удостоена със званието през 1982 г.
29. 	Илиана Илиева (23 юли 1966) – състезател по художествена гимнастика. Удостоена със званието през 1983 г.
30. 	Марин Големинов (28 септември 1908 – 19 февруари 2000) – композитор. Удостоен със званието през 1983 г.
31. 	Нешка Робева (25 май 1946) – треньор по художествена гимнастика. Удостоена със званието през 1983 г.
32. 	Петър Христов Илиев (30 ноември 1910 – 6 април 1998) – военен деец, генерал-лейтенант. Удостоен със званието през 1983 г.
33. 	Райна Афионлиева (6 август 1940) – треньор по художествена гимнастика. Удостоена със званието през 1983 г.
34. 	Цветомира Филипова (3 януари 1969) – състезател по художествена гимнастика. Удостоена със званието през 1983 г.
35. 	Кирил Видински (21 януари 1905 – 1994) – военен деец, генерал-майор. Удостоен със званието през 1985 г.
36. 	Стойне Кръстев (24 октомври 1910) – журналист. Удостоен със званието през 1985 г.
37. 	Любен Тонев (30 март 1908 – 25 декември 2001) – архитект. Удостоен със званието през 1988 г. и на 19 юни 2008 г.
38. 	Райна Цанева (1886 – 3 януари 1971) – деятелка на женското движение в Кюстендил. Удостоена със званието през 1988 г.
39. 	Евтим Томов (1 ноември 1919 – 16 юли 1997) – художник-график. Удостоен със званието през 1989 г.
40. 	Ефрем Каранфилов (27 октомври 1915 – 21 март 1998) – литературовед, професор. Удостоен със званието през 1995 г.
41. 	Асен Суичмезов (6 юли 1899 – 4 юли 1978) – търговец. Удостоен със званието през 1997 г.
42. 	Владимир Куртев (18 октомври 1888 – 1946) – учител, деец на ВМРО. Удостоен със званието през 1997 г.
43. 	Георги Ефремов (30 март 1883 – 24 октомври 1969) – лекар, публицист. Удостоен със званието през 1997 г.
44. 	Димитър Пешев (13 юни 1894 – 20 февруари 1973) – юрист, министър, депутат. Удостоен със званието през 1997 г.
45. 	Иван Момчилов (14 януари 1888 – 24 декември 1966) – адвокат. Удостоен със званието през 1997 г.
46. 	Петър Михалев (4 май 1899 – 19 юни 1985) – адвокат. Удостоен със званието през 1997 г.
47. 	Георги Друмохарски (ок. 1842 – 1912) – възрожденец, читалищен деец. Удостоен със званието през 1998 г.
48. 	Григор Бояджийски (14 май 1870 – 19 юни 1948) – адвокат. Удостоен със званието през 1998 г
49. 	Емануил Попдимитров (23 октомври 1885 – 23 май 1943) – поет. Удостоен със званието през 1998 г.
50. 	Ефрем Каранов (28 януари 1852 – 6 декември 1927) – възрожденец, просветен и книжовен деец. Удостоен със званието през 1998 г.
51. 	Йордан Митрев (25 декември 1866 – 30 юни 1938) – лесовъд, създател на парк „Хисарлъка“ край Кюстендил. Удостоен със званието през 1998 г.
52. 	Йордан Захариев (3 март 1877 – 8 май 1965) – член-кореспондент на БАН, изследовател на Кюстендилския край. Удостоен със званието през 1998 г.
53. 	Кирил Цонев (1 януари 1896 – 5 април 1961) – художник. Удостоен със званието през 1998 г.
54. 	Крум Лекарски (5 май 1898 – 2 август 1981) – военен деец, генерал-лейтенант – състезател по конен спорт. Удостоен със званието през 1998 г.
55. 	Людмил Янков (11 август 1953 – 17 април 1988) – алпинист. Удостоен със званието през 1998 г.
56. 	Тодор Ангелов – Божаната (Т. А. Дзеков) (20 януари 1900 – 30 ноември 1943) – революционер, национален герой на Белгия. Удостоен със званието през 1998 г.
57. 	Екатерина Йосифова – (4 юни 1941) – поетеса. Удостоена със званието през 2001 г.
58. 	Георги Струмски – (23 ноември 1932) – поет. Удостоен със званието през 2003 г.
59. 	Недко Каблешков – (29 август 1932) – художник. Удостоен със званието през 2003 г.
60. 	Георги Икономов – (7 март 1923) – създател на българската Нептунова поща и рекордьор на Гинес. Удостоен със званието през март 2003 г.
61. 	Елица Тодорова – (21 април 1929) – художник. Удостоена със званието на 29 октомври 2004 г.
62. 	Олга Борисова – (21 юни 1941 г.) – народна певица. Удостоена със званието през 2006 г.
63. Григор Владимиров – озеленител, паркостроител и природозащитник. Удостоен със званието на 9 февруари 2007 г.
64. Благовест Порожанов – (7 април 1939 – 24 юли 2007) – народен певец. Удостоен със званието на 19 юни 2008 г.
65. Лили Шмидт (22 март 1925 – 9 август 2016) – общественик и дарител. Удостоена със званието на 30 октомври 2008 г.
66. Чавдар Славов (3 юли 1953 г.) – професор, доктор уролог. Удостоен със званието на 27 юни 2013 г.
67. Христо Славейков – (12 декември 1862 – 8 ноември 1935 г.) – политик. Удостоен със званието на 26 септември 2013 г.
68. Ангелина Милева – (4 юли 1927) – худ. ръководител на детски ансамбъл „Сребърни звънчета“. Удостоена със званието на 29 октомври 2013 г.
69. Олег Чолаков (10 юли 1963) – доцент, доктор, президент на Българското дружество по планинска медицина. Удостоен със званието на 27 ноември 2014 г.
70. Георги Чолаков (12 октомври 1934) – общественик, планинар и йодлерист. Удостоен със званието на 27 ноември 2014 г.
71. Стефан Иванов (12 май 1932) – майстор на спорта по туризъм и дългогодишен планински водач. Удостоен със званието на 2 юни 2016 г.
72. Борис Баров (1 януари 1932 г.) – лекар. Удостоен със званието на 29 декември 2016 г.
73. Чавдар Георгиев (9 октомври 1979) – архитект, заместник-министър на културата в правителството на Николай Денков. Удостоен със званието на 26 януари 2022 г.

## Любопитно
Архитект Любен Николов Тонев е удостоен със званието на два пъти – през 1988 г. и през 2008 г.